# Tchindjendje
Tchindjendje è un municipio dell'Angola appartenente alla provincia di Huambo. Ha 9.132 abitanti (stima del 2006) ed una superficie di 800 km².